# Peter Tordenskjold

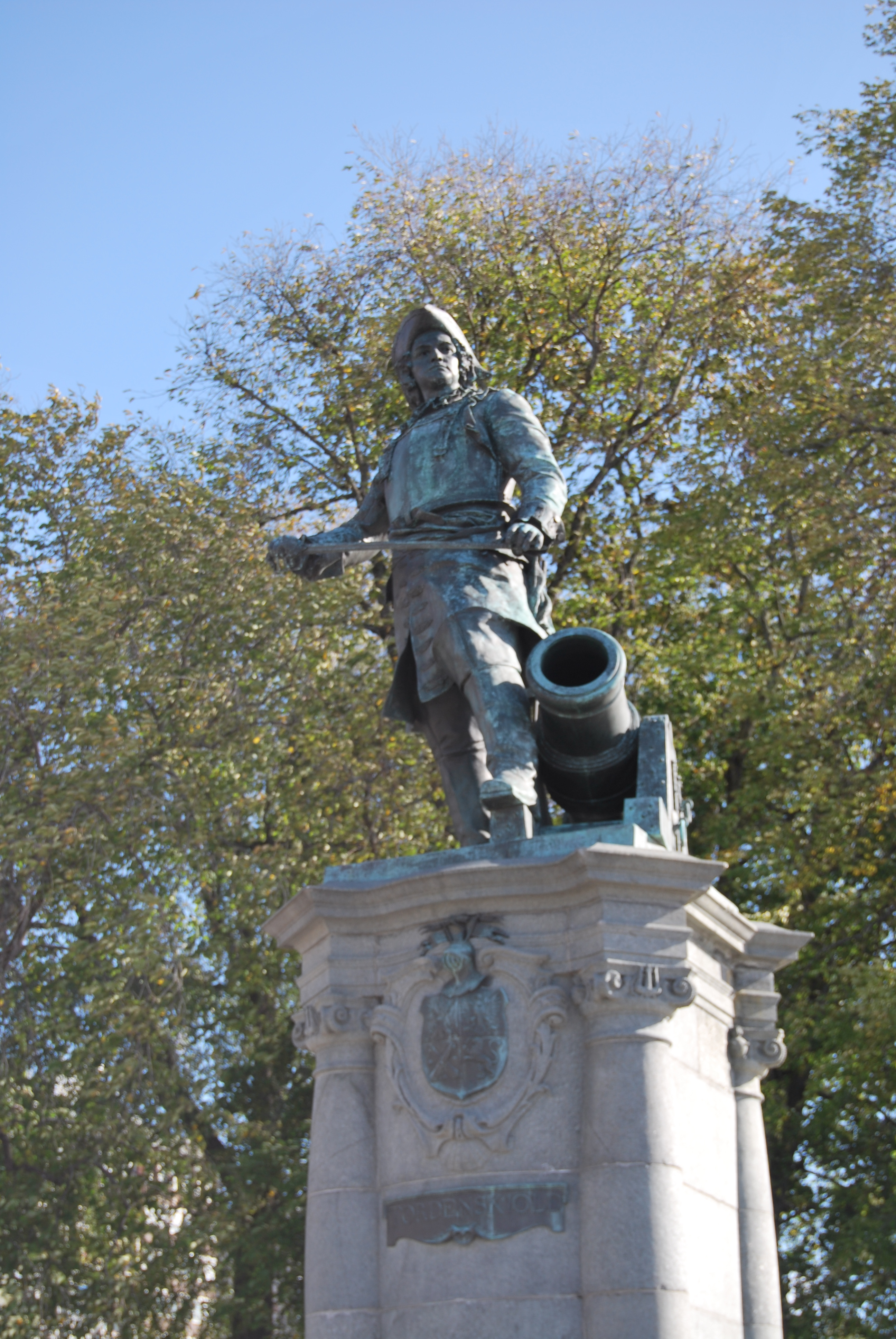
Pomnik Petera Wessela Tordenskiolda w Oslo

Peter Tordenskjold, do 1716 Peter Wessel (ur. 28 października 1690 w Trondheim, zm. 12 listopada 1720 w Gleidingen w Dolnej Saksonii) – norweski oficer, wiceadmirał duńskiej floty.
Urodził się w burżuazyjnej rodzinie Wesselów jako czternaste z osiemnaściorga dzieci. W wieku 14 lat uciekł z domu, później udał się za granicę, gdzie zrobił szybką karierę we flocie. Wykazywał wielkie męstwo podczas wojny Danii ze Szwecją w wojny północnej, w krótkim czasie został komandorem, a wkrótce kontradmirałem. W 1716 rozbił szwedzką flotę transportową, uniemożliwiając Szwedom inwazję na Norwegię. Po tym zwycięstwie został nobilitowany i otrzymał nazwisko Tordenskiold (Tordenskjold). W 1719 dowodził zdobyciem szwedzkiej twierdzy Karlsten. W 1720 zginął w pojedynku w Niemczech.